# Vicyohandri Odelín
Vicyohandri Odelín, född den 26 februari 1980 i Guantánamo, är en kubansk basebollspelare som tog guld för Kuba vid olympiska sommarspelen 2004 i Aten, och som även tog silver vid olympiska sommarspelen 2008 i Peking.
Odelín representerade Kuba i World Baseball Classic 2006, där Kuba kom tvåa. Han spelade fyra matcher (en start), varav han förlorade en, och hade en earned run average (ERA) på 6,48 och sju strikeouts.